# Дев'ята поправка до Конституції США

Білль про права

Дев'ята поправка до Конституції США (англ. Ninth Amendment to the United States Constitution) набула чинності 15 грудня 1791 року і була частиною Білля про права. Вона описує, що права людини, які описані в Конституції, не є вичерпними, і можуть доповнюватися іншими нормативними актами.

## Текст поправки
| Перелік у Конституції певних прав не повинен тлумачитися як заперечення чи обмеження інших прав, які належать народові. Оригінальний текст (англ.) The enumeration in the Constitution, of certain rights, shall not be construed to deny or disparage others retained by the people. |